# Jordens Peters
Jordens Peters (Nijmegen, 3 mei 1987) is een Nederlands voormalig voetballer die doorgaans als verdediger speelde. Hij speelde voor FC Den Bosch en Willem II, waar hij uitgroeide tot aanvoerder. Hij maakte deel uit van het Nederlands voetbalelftal onder 17, onder 18 en onder 19.

## Carrière
Peters speelde in de jeugd van BMC tot hij in 1998 werd opgenomen in de jeugdopleiding van FC Den Bosch. Hierna debuteerde hij in seizoen 2004/05 in het eerste elftal, in de Eerste divisie. Hij maakte op 5 september 2008 zijn eerste doelpunt in het betaald voetbal, in een wedstrijd tegen SC Cambuur Leeuwarden (0–3). Peters groeide uit tot een vaste waarde in het elftal van Den Bosch en maakte hier zeven jaar deel van uit. Het sportieve hoogtepunt in die tijd was het seizoen 2007/08, waarin hij met zijn ploeggenoten derde werd en een periodetitel won. Promoveren via de play-offs lukte niet.
In 2012 verruilde Peters FC Den Bosch in voor Willem II, dat in het voorgaande seizoen naar de Eredivisie promoveerde. Hiermee eindigde hij dat jaar als laatste en degradatie volgde, maar door in 2013/14 kampioen te worden, keerden hij en zijn ploeggenoten na één seizoen weer terug op het hoogste niveau. Zelf werd Peters na dat jaar tevens uitgeroepen tot beste aanvoerder van de Eerste divisie. Het lukte hem in het seizoen 2014/15 vervolgens wél om zich met Willem te behouden in de Eredivisie. De negende plaats van dat jaar was het beste resultaat van de club in elf jaar.
In seizoen 2015/16 eindigde Willem II als 16e waardoor het in de play-off moest gaan strijden voor behoudt van een plek in de Eredivisie. Peters maakte in deze wedstrijden één goal. Mede daardoor konden ze het behoudt van een eredivisieplek zekerstellen. In januari 2017 maakte Willem II bekend dat Peters zijn contract had verlengd voor twee jaar. Op 29 januari 2020 maakte Willem II bekend dat Peters zijn contract tot medio 2021 had verlengd. Medio 2021 beëindigde hij zijn spelersloopbaan maar ging met Willem II kijken naar een andere functie binnen de club. Dit bleek niet succesvol en op 27 september 2021 werd bekendgemaakt dat dit niet tot een vervolg zou leiden.

## Clubstatistieken
| Seizoen | Club         | Competitie     | Wed. | Goals |
| ------- | ------------ | -------------- | ---- | ----- |
| 2005/06 | FC Den Bosch | Eerste divisie | 9    | 0     |
| 2006/07 | FC Den Bosch | Eerste divisie | 28   | 0     |
| 2007/08 | FC Den Bosch | Eerste divisie | 20   | 0     |
| 2008/09 | FC Den Bosch | Eerste divisie | 31   | 1     |
| 2009/10 | FC Den Bosch | Eerste divisie | 34   | 1     |
| 2010/11 | FC Den Bosch | Eerste divisie | 32   | 1     |
| 2011/12 | FC Den Bosch | Eerste divisie | 27   | 0     |
| 2012/13 | Willem II    | Eredivisie     | 28   | 2     |
| 2013/14 | Willem II    | Eerste divisie | 35   | 3     |
| 2014/15 | Willem II    | Eredivisie     | 34   | 0     |
| 2015/16 | Willem II    | Eredivisie     | 29   | 1     |
| 2016/17 | Willem II    | Eredivisie     | 31   | 0     |
| 2017/18 | Willem II    | Eredivisie     | 11   | 0     |
| 2018/19 | Willem II    | Eredivisie     | 19   | 0     |
| 2019/20 | Willem II    | Eredivisie     | 26   | 0     |
| 2020/21 | Willem II    | Eredivisie     | 18   | 0     |
| Totaal  | Totaal       | Totaal         | 412  | 9     |

Bijgewerkt op 15 juli 2021.